# Presidenti dell'Unione Cristiana
Questo è l'elenco dei presidenti dell'Unione Cristiana

## Elenco
| Presidente | Presidente                 | Mandato                          | Note       | Chiesa     |
| ---------- | -------------------------- | -------------------------------- | ---------- | ---------- |
|            | Thijs van Daalen (1950)    | 22 gennaio 2000 – 9 aprile 2005  |            | NGK        |
|            | Peter Blokhuis (1947)      | 9 aprile 2005 – 12 maggio 2012   |            | PKN        |
|            | Janneke Louisa (1965)      | 12 maggio 2012 – 1° gennaio 2013 |            | Evangelica |
|            | Klaas Tigelaar (1967)      | 1° gennaio 2013 – 13 aprile 2013 | ad interim | CGK        |
|            | Piet Adema (1964)          | 13 april 2013 – 17 aprile 2021   |            | GKV        |
|            | Ankie van Tatenhove (1967) | 17 aprile 2021 – in carica       |            | GKV        |